# Obey the Brave
Obey the Brave war eine 2011 gegründete Metalcore-Band aus Montreal, Québec, Kanada.

## Geschichte

### Gründung und DebütalbumYoung Blood(2009–2013)
Die Gruppe wurde im Jahr 2011 von den Musikern Alex Erian (Gesang, Despised Icon), John Campbell (Gitarre, ex-Blind Witness), Miguel Lepage (Bass, ex-Blind Witness), Greg Wood (Gitarre) und Steve Morotti (Schlagzeug) gegründet. Die Gruppe konnte bereits einen Plattenvertrag mit Good Fight Music, wo auch Bands wie While She Sleeps, This or the Apocalypse und The Chariot unter Vertrag standen, unterzeichnen und veröffentlichte die Debüt-EP Ups and Downs am 22. Mai 2012 schließlich als Vinylschallplatte und Download.
Am 3. August 2012 war die Gruppe gemeinsam mit Suicide Silence, The Word Alive, I See Stars, A Skylit Drive und Stick to Your Guns auf der All Stars Tour durch die USA zu sehen. Die Gruppe war unter anderem in Los Angeles, Denver, Salt Lake City, Chicago, New York City und Houston zu sehen. Am 28. August 2012 wurde das Debütalbum Young Blood über Epitaph Records und Distort Records veröffentlicht.
Bereits am 20. Oktober 2012 war Obey the Brave auch erstmals in Europa zu sehen. Die Gruppe trat gemeinsam mit For the Fallen Dreams, We Came as Romans und Blessthefall im Rahmen der Never Say Die! Tour in Deutschland, Österreich, der Schweiz, Tschechien, Italien, Frankreich, den Niederlanden, Schweden, Belgien, Luxemburg und dem Vereinigten Königreich auf.
Im Januar und Februar 2013 war Obey the Brave Teil der Brothers of Brutality-Tour von Whitechapel und Emmure, welche durch die Vereinigten Staaten und Kanada führte. Im April und Mai 2013 tourte Obey the Brave erneut mit Emmure. Dieses Mal auf der The Mosh Lives-Tour, welche außerdem von Buried in Verona, Attila und Chelsea Grin begleitet wurde. Auch war die Gruppe Teil des Impericon Festivals in Leipzig. Im August folgte die erste Konzertreise durch Australien, bei der Boris the Blade als Vorband auftrat. Direkt im Anschluss folgten Konzerte in Asien. Zwischen dem 7. und 30. November 2013 war die Band gemeinsam mit Stray from the Path, Heart in Hand und Relentless als Vorband für Deez Nuts in Europa zu sehen.

### Zweites Album:Salvation(2013–2015)

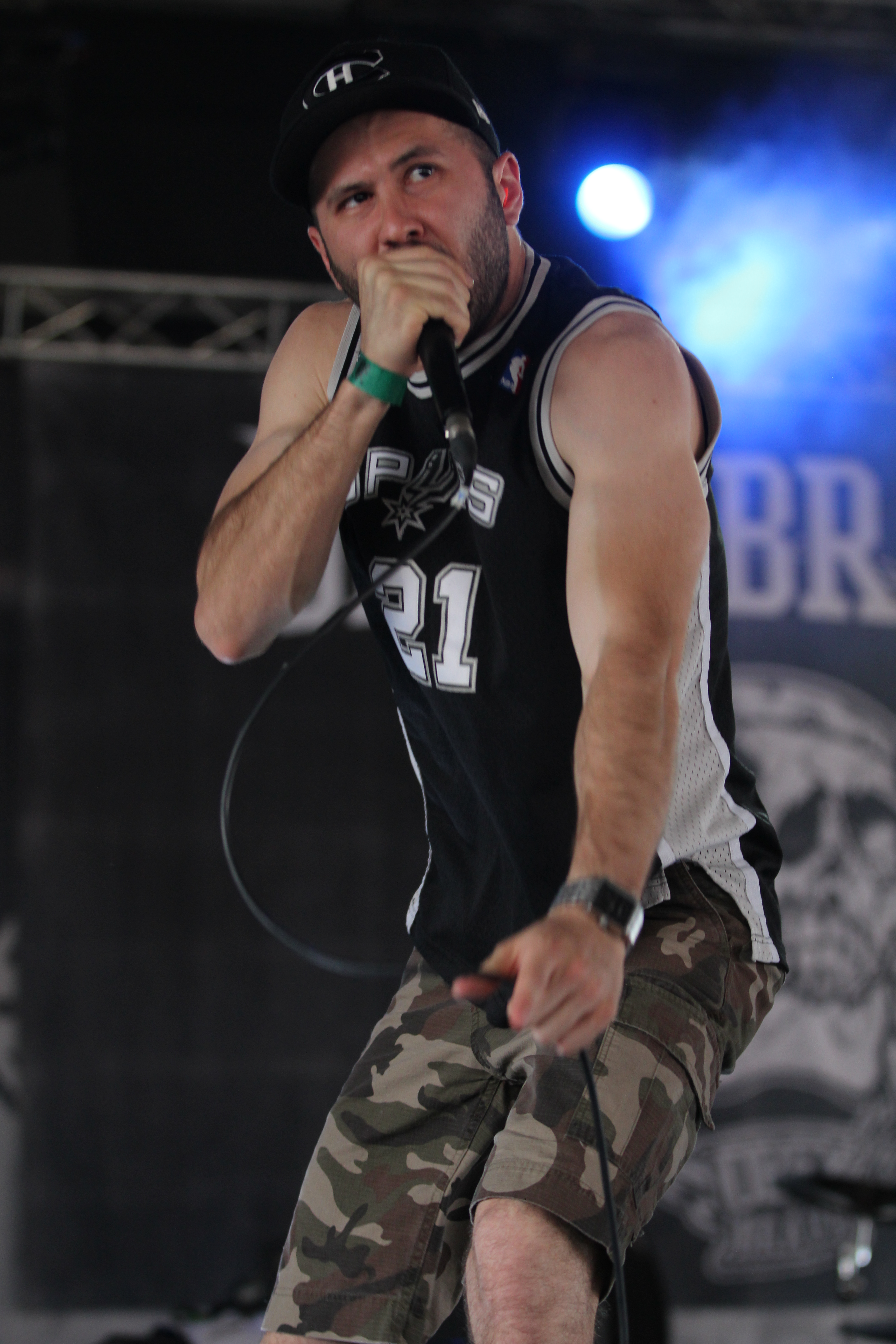
Alex Erian von Obey the Brave bei einem Auftritt auf dem With Full Force, 2014.

Im September 2013 veröffentlichte die Band mit Full Circle das erste Lied aus dem zweiten Studioalbum. Am 11. August 2014, knapp ein Jahr später, folgte die zweite Single namens Raise Your Voice. Am selben Tag wurde bekanntgegeben, dass das zweite Album Salvation heißt und am 16. September 2014 über Epitaph Records veröffentlicht wird.
Am 4. Juli 2014 spielte die Band auf der Hardbowl-Bühne unter anderem mit Being as an Ocean, Blessthefall, Of Mice & Men, Protest the Hero und Stick to Your Guns auf dem With Full Force.
Vom 19. September 2014 bis zum 25. Oktober 2014 war Obey the Brave als Vorband für The Amity Affliction auf deren Nordamerikatour zu sehen. Weitere Vorgruppen waren For the Fallen Dreams, Crossfaith, Favorite Weapon und Exotype. Im Rahmen der Never Say Die! Tour spielte die Gruppe im November eine Europatournee mit Capsize, More Than a Thousand, No Bragging Rights, Comeback Kid, Stick to Your Guns und Terror. Es war die zweite Teilnahme der Gruppe an dieser Tournee nach 2012.
Zwischen dem 3. April 2015 und dem 2. Mai 2015 tourte die Gruppe mit Malevolence, Napoleon und Kublai Khan durch mehrere Städte Europas. Darunter waren mehrere Auftritte auf den Impericon Festivals in Paris, Zürich, Wien, Oberhausen und Leipzig, sowie ein Auftritt auf dem Groezrock, eingebunden. Vom 6. bis 24. Mai 2015 absolvierte die Gruppe eine Tournee in Südamerika mit Stationen in Brasilien, Argentinien, Panama, Mexiko und Chile. Im Sommer 2015 spielte die Gruppe auf dem Summer Breeze in Dinkelsbühl.

### Seit 2015
Am 19. Juli 2019 erschien das Studioalbum Balance, nun bei Impericon Records.

### Auflösung
Die Band löste sich am 23. Juli 2020 auf. Als Grund nannte die Band, dass sich ihr Fokus und ihre Prioritäten verändert hätten.

## Stil
Im Gegensatz zu Despised Icon und Blind Witness – wo einzelne Mitglieder von Obey the Brave aktiv waren –, welche eindeutig der Deathcore-Schiene zuzuordnen waren, spielt Obey the Brave eher einen vom Metal beeinflussten Hardcore-Punk, welcher in der Szene als Metalcore bezeichnet wird.

## Diskografie

### EPs
- 2012: Ups and Downs (Good Fight Music)

### Alben
- 2012: Young Blood (Epitaph Records)
- 2014: Salvation (Epitaph Records)
- 2017: Mad Season (Epitaph Records)
- 2019: Balance (Impericon Records)